# Kościół Miłosierdzia Bożego w Woli Rakowej
Kościół Miłosierdzia Bożego w Woli Rakowej – rzymskokatolicki kościół parafialny zlokalizowany we wsi Wola Rakowa (powiat łódzki wschodni). Funkcjonuje przy nim parafia Miłosierdzia Bożego.

## Historia
Kamień węgielny pod budowę świątyni (pierwotnie kaplicy katechetycznej) poświęcony został przez papieża Jana Pawła II, 13 maja 1981. Budynek zaprojektował Andrzej Kuligowski wraz z Aleksym Dworczakiem. Budowniczym był ks. Antoni Supady, którego wspomagali mieszkańcy wsi. Budowa rozpoczęła się 1 października 1981. Kaplica została poświęcona 4 grudnia 1983 przez biskupa Józefa Rozwadowskiego. 1 czerwca 1986 biskup Władysław Ziółek erygował we wsi parafię i kaplica awansowała wówczas do roli kościoła parafialnego. Ocieplono ją w 2008. Poświęcenia kościoła dokonał arcybiskup Władysław Ziółek 5 czerwca 2011.

## Wyposażenie
Wystrój wnętrza zaprojektowała Beata Mirowska. Całość koncepcji podporządkowana jest ołtarzowi głównemu z tabernakulum oraz obrazem Miłosierdzia Bożego na tle dużych rozmiarów krzyża. Inspiracją dla artystki były iluminowane księgi z czasów średniowiecza. Lewa ściana poświęcona jest Matce Bożej. Wisi tu obraz Matki Bożej Częstochowskiej wraz z wotami i relikwiami św. Faustyny Kowalskiej. Na ścianie prawej powieszono obraz Chrztu Chrystusa. Ołtarz wykonano z drewna dębowego. Ma on marmurową mensę i zdobienia z motywem winnej latorośli. Ambona i chrzcielnica prezentują spójne wzornictwo z resztą wyposażenia. Dzwon pochodzi z roku 1865 i jest darem parafii Najświętszego Serca Jezusowego w Kurowicach. Witraże zaprojektowała, podobnie jak resztę wnętrza, Beata Mirowska. Droga krzyżowa wykonana została z marmuru syntetycznego (w 2008 jej forma została zmieniona).

## Galeria

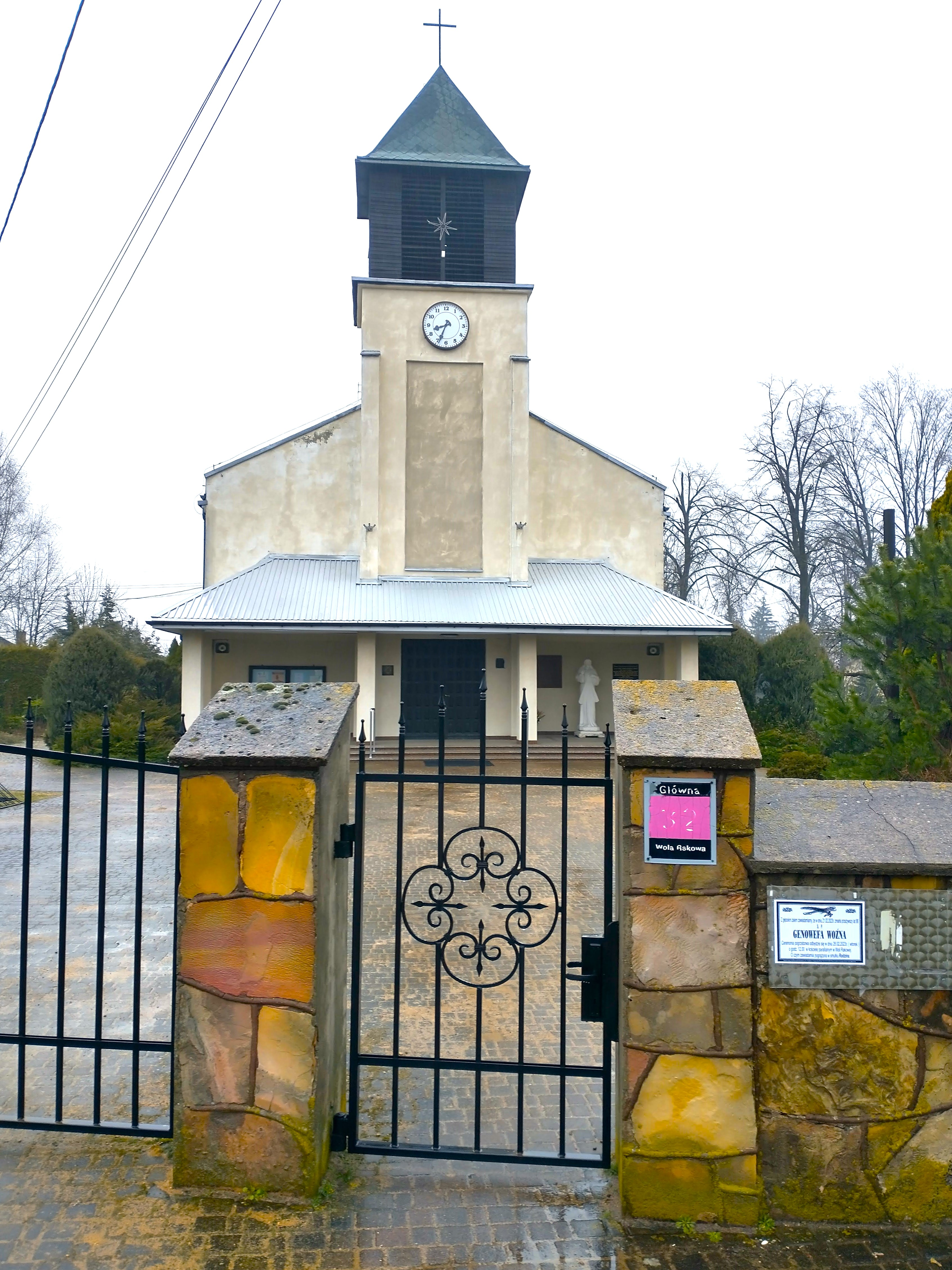
Wieża i brama
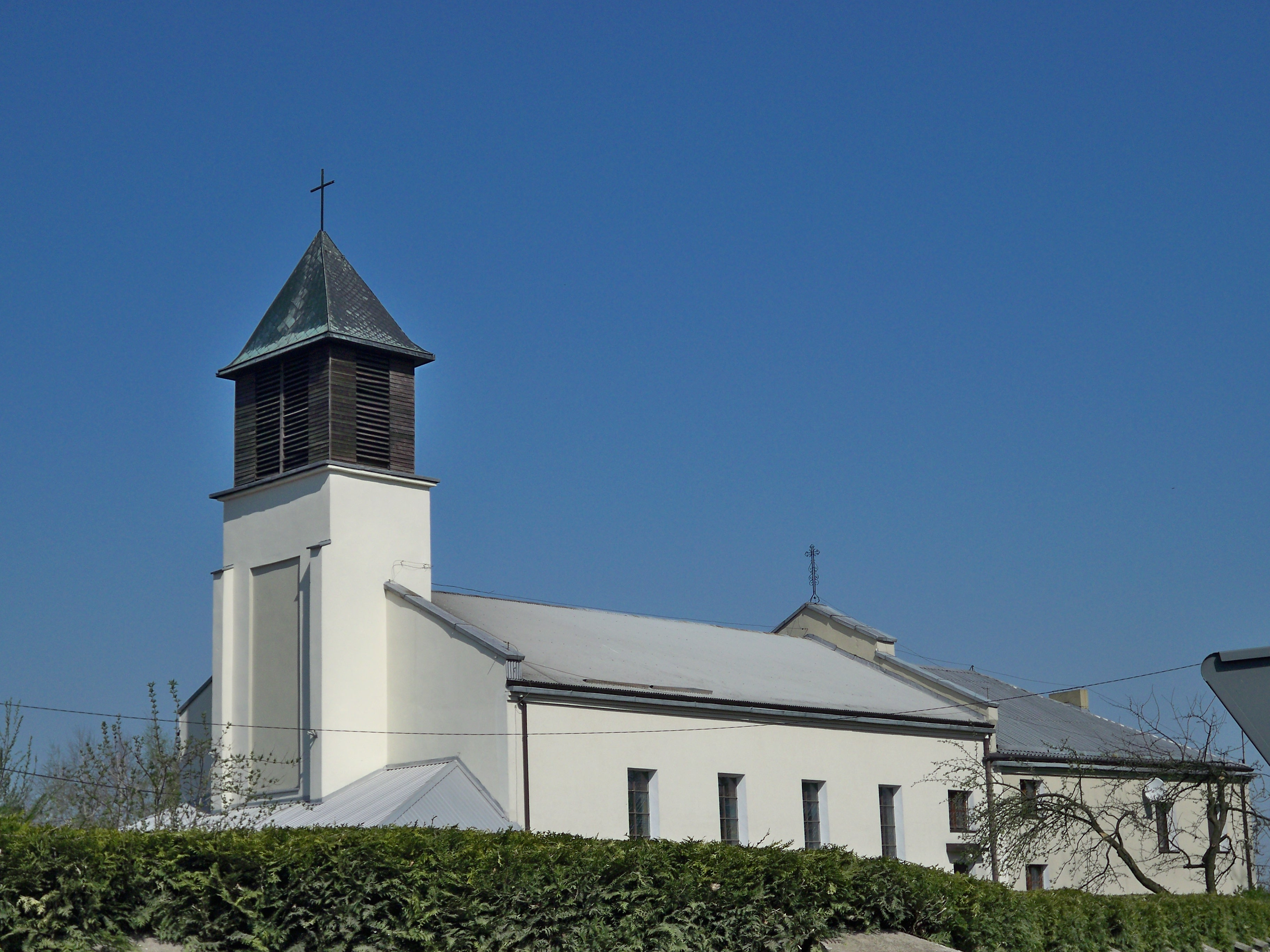
Widok od wschodu